# 提摩西·勞倫斯
海軍中將提摩西·詹姆斯·漢密爾頓·勞倫斯爵士（英語：Vice Admiral Sir Timothy James Hamilton Laurence；1955年3月1日—）是一名英國皇家海軍退休軍官，也是查理斯三世唯一的妹妹長公主安妮的丈夫。他曾在1986年至1989年間擔任伊利沙伯二世的王室侍從武官，並在1992年與其女兒安妮公主結婚。

## 早年生活
提摩西·詹姆斯·漢密爾頓·勞倫斯出生於倫敦南部城鎮康伯威爾，是英國皇家海軍指揮官蓋伊·斯圖爾特·勞倫斯（Guy Stewart Laurence，同時是船舶發動機製造商的銷售員）和芭芭拉·艾莉森·西蒙斯（Barbara Alison Symons）的次子。勞倫斯家族是於18世紀末從威尼斯前往英格蘭的猶太裔商人扎卡利亞·利維（Zaccaria Levy）的後裔，後改姓為勞倫斯（Laurence）。
勞倫斯曾先後就讀於新燈塔預備學校和七橡樹中學。他以海軍獎學金在杜倫大學大學學院主修地理，並取得乙等一級理學學士榮譽學位。他就讀大學期間曾擔任學生報章《帕拉丁》的編輯。

## 海軍生涯
1973年1月1日，勞倫斯入伍為皇家海軍見習軍官，並於1975年1月1日被任命為少尉。自杜倫大學畢業後，他在不列顛尼亞皇家海軍學院接受了基本訓練，並獲派遣至駐守於普利茅斯的奧羅拉號巡防艦。他在1977年3月1日被擢升為中尉，比原定時間提前了10個月。勞倫斯於1978年起轉為隸屬弗農號訓練基地，並在翌年派駐波靈頓號掃雷艦。
勞倫斯其後轉至皇家遊艇不列顛尼亞號任第二導航員，並在1980年至1982年間在雪菲爾號飛彈驅逐艦上擔任導航員。他在1982年曾指揮小天鵝號巡邏艦（HMS Cygnet）自北愛爾蘭出發，負責巡查私運軍火的臨時愛爾蘭共和軍，並憑執行此次任務而獲戰報通令嘉獎。
勞倫斯在德律阿得斯號訓練基地完成主要作戰官課程後，他在1985年3月1日晉升為海軍少校，並獲被派駐到輕快號巡防艦。他於1986年3月在悉尼華森灣基地參與了澳洲皇家海軍的戰術課程。他在悉尼參與課程期間獲任命為英女王伊莉莎白二世的王室侍從武官，並於1986年10月11日上任，後於1989年9月16日卸任該職務。他在1988年12月31日獲擢升為海軍中校。
勞倫斯在1989年10月被派遣至拳師號巡防艦服役，並於1990年1月30日以34歲之齡獲任命為拳師號指揮官。他在1992年至1994年間任職於英國國防部轄下的海軍參謀部；其後更在1994年5月16日獲任命為時任國防大臣馬爾康·芮夫金的首席軍事助理，在其私人辦公室為其提供軍事上的建議。
勞倫斯在1995年6月30日晉升為海軍上校，並擔任坎伯蘭號巡防艦的指揮官。1996年5月，坎伯蘭號完成其於亞得里亞海由北約領導的執行部隊任務。他在1996年8月27日獲任命為蒙特羅斯號巡防艦的指揮官及第六護衛艦中隊隊長。該艦被派遣至南大西洋福克蘭群島一帶執行巡邏任務，並於1996年10月結束任務回航。1997年7月，勞倫斯轉到國防部海軍參謀部任職，並於1998年6月晉升為准將後加入為當年國防戰略總檢（1998 Strategic Defence Review）的執行小組成員。

## 近年生活
勞倫斯在1999年1月起於牛津大學聖安東尼學院擔任哈德遜訪問學者，並撰寫了一篇關於人道主義援助與維持和平之間的關係的論文。他其後於1999年6月15日派駐至聯合指揮參謀學院，並以准將身份擔任助理指揮官。他在2001年至2004年春季則在國防部出任海軍資源和項目主任（Director of Navy Resources and Programmes）。
2004年7月5日，勞倫斯獲擢升為海軍少將，並被任命為負責資源和計劃方面的助理國防參謀長。他其後在2007年4月30日晉升為海軍中將，並擔任國防資產管理局（後更名為國防基建管理局）的首席執行官。
勞倫斯於2009年7月出任英國政府的物業資產管理專業主管（Head of Profession）。該界的從業人員涵蓋建築採購、房地產和物業管理以及設施與合約管理等領域。2009年，他獲皇家特許測量師學會授予榮譽成員身份。
勞倫斯在2010年8月自皇家海軍退役，現主要擔任非執行和慈善職務。他在2014年前曾擔任物業管理公司卡皮塔·西蒙茲的理事會成員，現在則是專注於市區重建及活化的珀弗利特中心活化公司（Purfleet Centre Regeneration）和物業開發商多切斯特再生（Dorchester Regeneration）等多家企業的非執行董事長。勞倫斯亦曾在2015年之前在PA管理顧問公司擔任高級軍事顧問。
勞倫斯於2015年4月至2022年12月期間出任英格蘭遺產委員會主席，並曾經擔任英聯邦戰爭公墓委員會的副主席，直至2019年6月30日。他現在也擔任勝利號戰艦保存基金的信托人。作為一名交通愛好者，他是大西部鐵路公司諮詢委員會的成員。
勞倫斯於2021年當選倫敦文物學會會員，並於2023年12月被任命為科學博物館集團主席。2025年1月，勞倫斯因在宅邸蓋特康比公園工作時韌帶撕裂，被迫取消與長公主安妮對南非的正式訪問。

## 婚姻

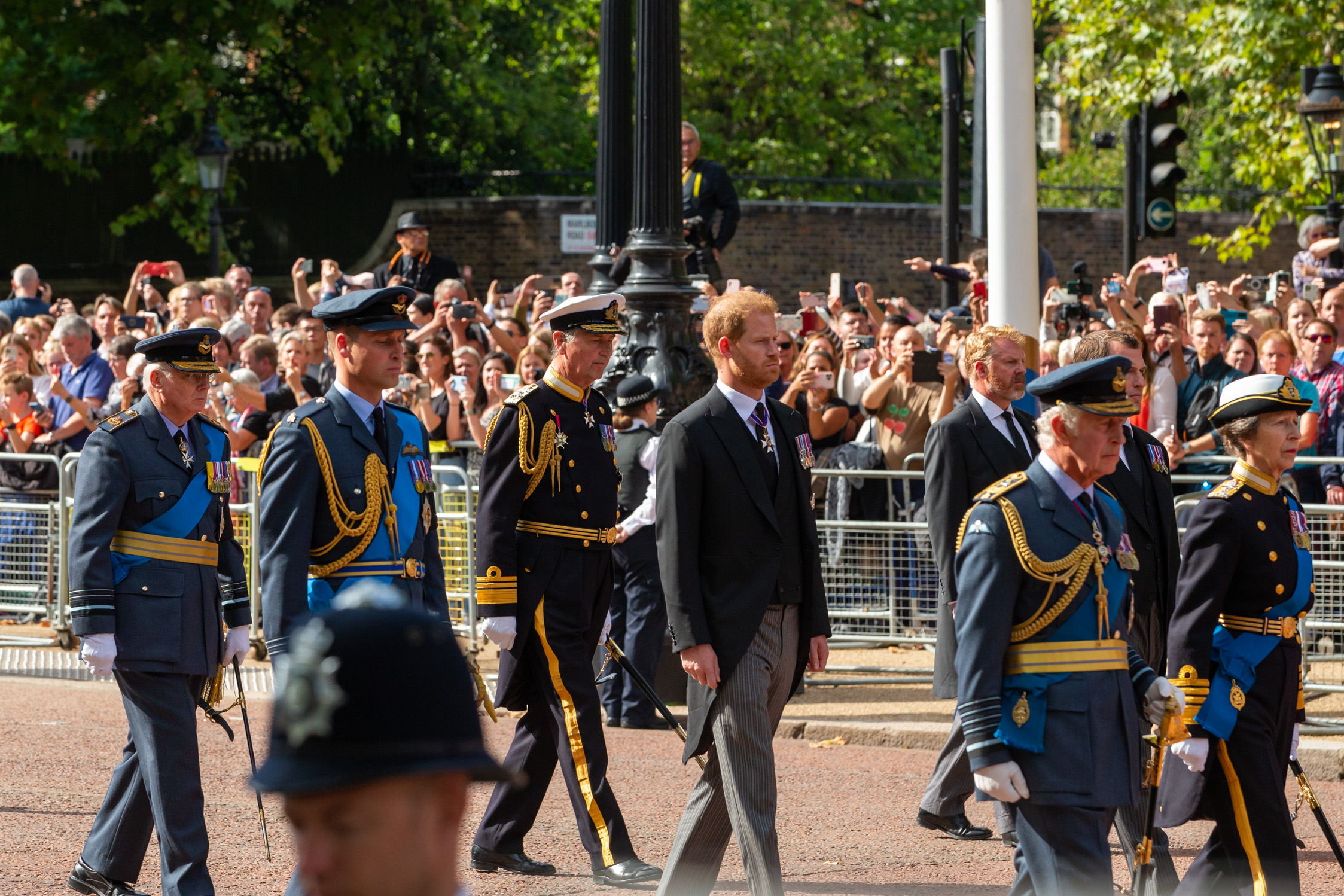
2022年9月14日，勞倫斯（左三）與王室成員一起參加伊莉莎白二世遺體告別儀式。

勞倫斯於1986年在擔任英女王伊莉莎白二世的王室侍從武官期間與女王的女兒安妮公主相識，當時已有關於安妮公主與第一任丈夫馬克·菲利普斯婚姻破裂的傳聞。1989年，《太陽報》在沒有指明寫信者的情況下，揭露了勞倫斯寫給安妮公主的私人信件。白金漢宮就此發表了一則聲明：“被盜的信件是由女王的侍從武官提摩西·勞倫斯中校寫予安妮長公主的。白金漢宮對於中校以朋友身份寫予長公主殿下的個人信件不予置評，信件盜竊案則將交由警方調查。”
勞倫斯與安妮公主在1992年12月12日於蘇格蘭巴爾莫勒爾城堡附近的克拉西教堂舉行了蘇格蘭教會的婚禮儀式（蘇格蘭教會允許離婚者再婚）。他並未因與安妮公主結婚而獲得任何爵位，但在2008年獲任命為女王的私人侍從武官，並於2011年6月獲頒皇家維多利亞爵級騎士勳章。

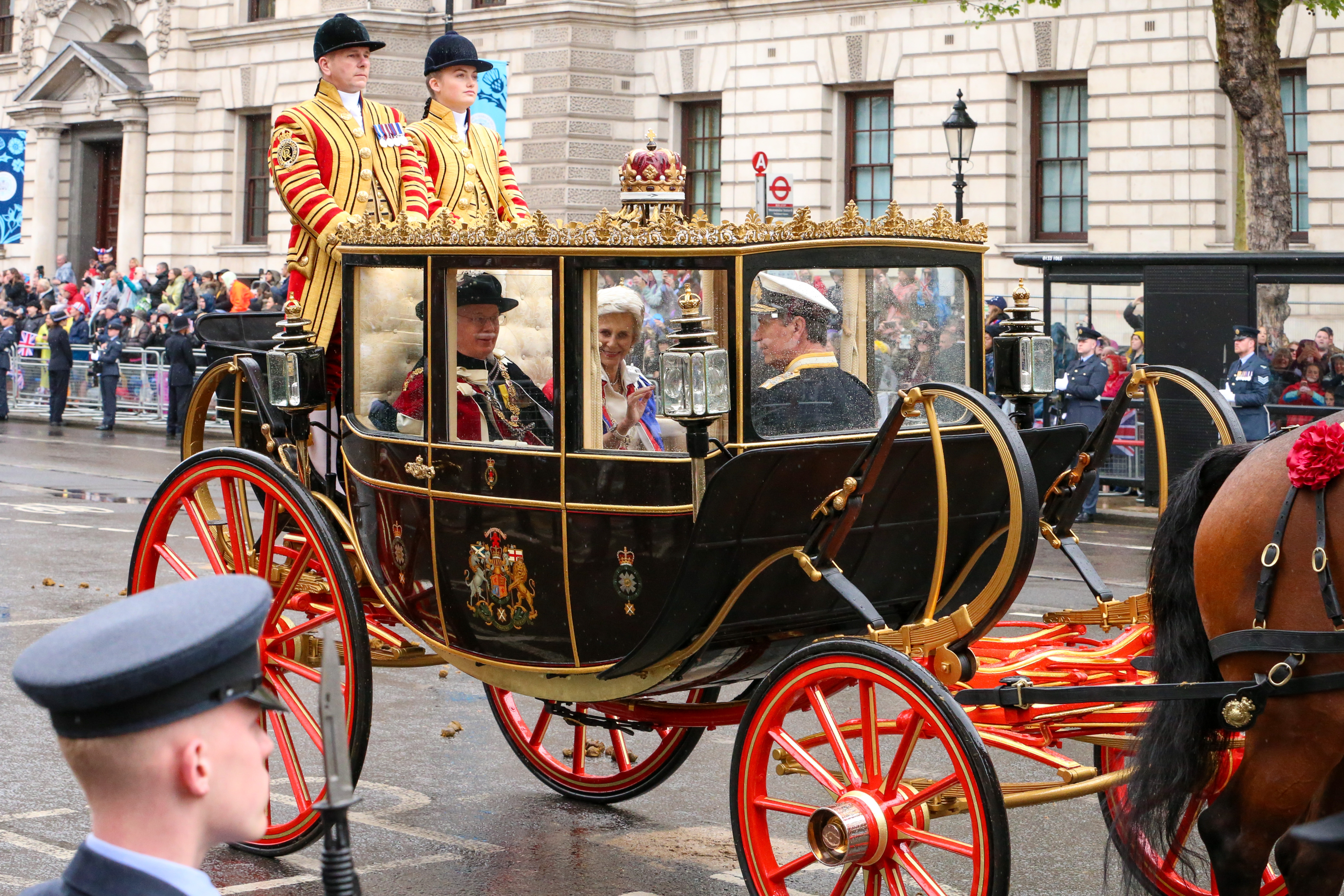
勞倫斯於2023年5月6日查理斯三世和卡米拉的加冕禮後，與格洛斯特公爵理查王子及其妻子告羅士打公爵夫人比哲特一同乘坐蘇格蘭國用馬車。

安妮公主在與馬克·菲利普斯離婚後，保留了她在格洛斯特郡的鄉村莊園蓋特康比公園。勞倫斯與安妮公主在成婚後在西敏市海豚廣場租賃了一處兩房公寓作為在倫敦的住處。夫妻兩人其後回到白金漢宮居住，現在則居住在聖詹姆士宮的公寓內。

## 外部連結
- 提摩西·勞倫斯在互联网电影资料库（IMDb）上的資料（英文）

| 军职                   | 军职                                    | 军职                                                |
| ---------------------- | --------------------------------------- | --------------------------------------------------- |
| 前任者： 彼得·鄧特（Peter Dunt） | 國防資產管理局首席執行官 2007年－2011年 | 繼任者： 安德魯·曼利（Andrew Manley） 為國防基建管理局首席執行官 |